# 1-butene
L'1-butene è un alchene (più precisamente un'α-olefina), isomero del butene.  È un gas incolore, stabile, ma che polimerizza esotermicamente. È estremamente infiammabile, e forma velocemente miscele esplosive con l'aria.
È incompatibile con forti ossidanti, gas alogeni, sali di metalli, trifluoruro di boro e ossidi di azoto.

## Reazioni
L'1-butene è stabile, ma polimerizza facilmente in polibutene. La sua principale applicazione è come comonomero nella produzione di alcuni tipi di polietilene, come il polietilene lineare a bassa densità (LLDPE). È stato anche usato come precursore di resine polipropileniche, ossido di butilene e butanone.

## Produzione
L'1-butene è prodotto dalla separazione dai flussi grezzi della raffineria C4 e dalla dimerizzazione dell'etilene. Il primo offre una miscela di 1 e 2-buteni, mentre il secondo offre solo l'alchene terminale. Viene distillato a dare un prodotto di elevata purezza. Nel 2011 ne sono stati prodotti circa 12 miliardi di kilogrammi.